# 排水用风车

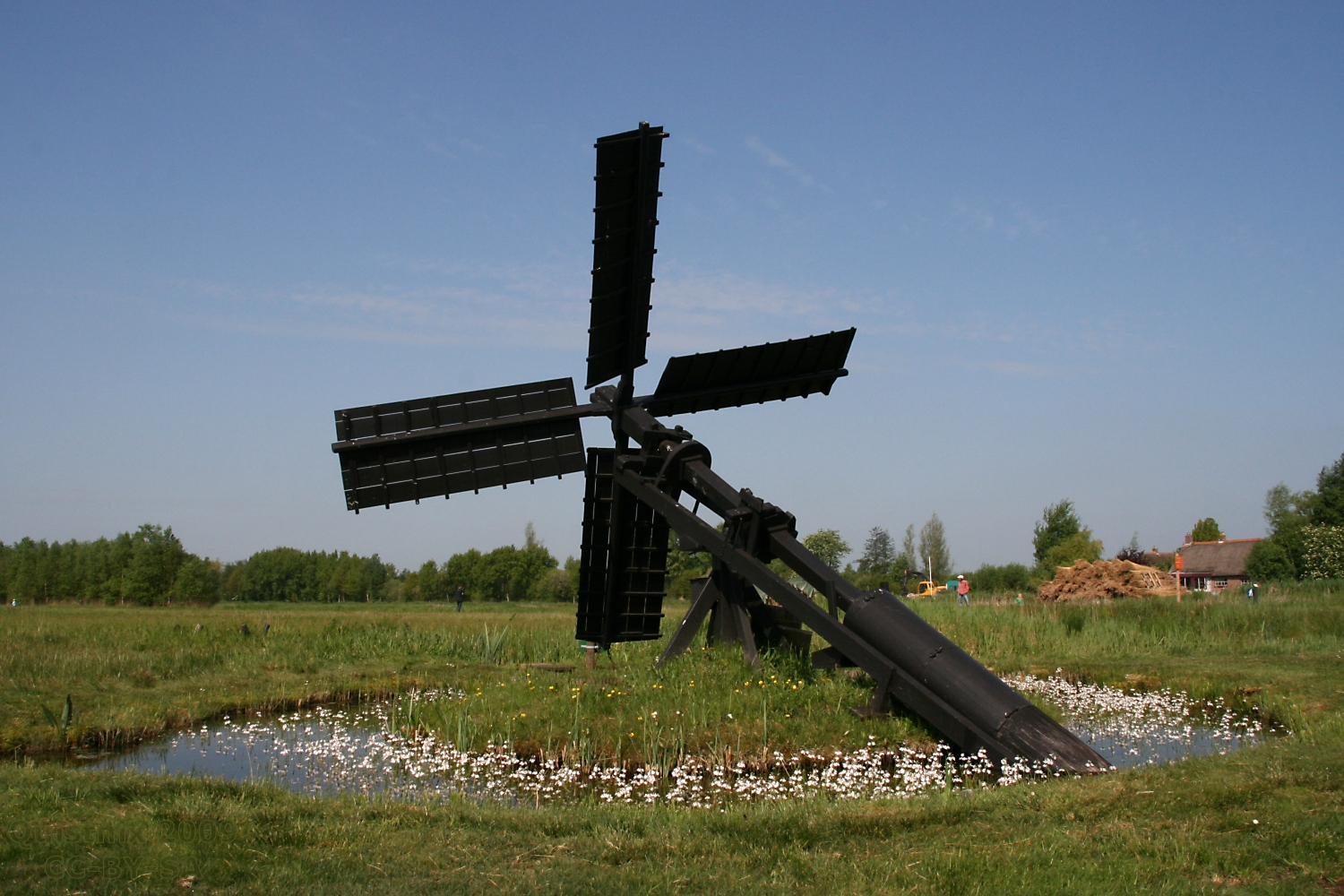
排水用风车

排水用风车（西弗里斯兰语：jasker，德语：Fluttermühle）是一种仅用于排水目的小型风车。它的独特之处在于是结构简单，其只有一根斜轴，一端带有帆，另一端带有阿基米德式螺旋抽水机，这样就不需要任何传动装置。排水用风车在荷蘭弗里斯兰省較為多見，此外荷兰其他省份和德国北部也有排水用风车。排水用风车似乎是在16世纪末的某个地方发展起来的，現今人們並不知道确切的发明日期。